# EKZ CrossTour Hittnau 2015
De 15e editie van de EKZ CrossTour Hittnau werd gehouden op 1 november 2015 in Hittnau. De wedstrijd maakte deel uit van de EKZ CrossTour 2015-2016. Deze editie werd gewonnen door de Nederlander David van der Poel. De Belg Dieter Vanthourenhout nam de leiding in het CrossTour-klassement over van de Fransman Clément Venturini.

## Mannen elite

### Uitslag
| Plaats  | Naam                  | Ploeg                   | Tijd   |
| ------- | --------------------- | ----------------------- | ------ |
| Winnaar | David van der Poel    | BKCP-Corendon           | 56'41" |
| 2       | Sascha Weber          | CCT p/b Champion System | + 1"   |
| 3       | Simon Zahner          | EKZ                     | + 2"   |
| 4       | Gioele Bertolini      | Team CBE                | z.t.   |
| 5       | Clément Russo         | Charvieu-Chavagneux IC  | + 5"   |
| 6       | Steve Chainel         | Cofidis                 | + 7"   |
| 7       | Marcel Meisen         | Kuota-Lotto             | + 8"   |
| 8       | Marcel Wildhaber      | Scott-Odlo              | z.t.   |
| 9       | Dieter Vanthourenhout | Sunweb-Napoleon Games   | z.t.   |
| 10      | Martin Haring         | CK Banská Bystrica      | + 32"  |
| 11      | 0                     |                         |        |
| 12      | 0                     |                         |        |
| 13      | 0                     |                         |        |
| 14      | 0                     |                         |        |
| 15      | 0                     |                         |        |

| Pos. | Punten |
| ---- | ------ |
| 1    | 80     |
| 2    | 60     |
| 3    | 40     |
| 4    | 30     |
| 5    | 25     |
| 6    | 20     |
| 7    | 17     |
| 8    | 15     |
| 9    | 12     |
| 10   | 10     |
| 11   | 8      |
| 12   | 5      |
| 13   | 4      |
| 14   | 2      |
| 15   | 1      |

 Supercross Baden · 
 Cyclocross Dielsdorf · 
 Cyclocross Hittnau · 
 Cyclocross Eschenbach · 
 Cyclocross Meilen